# ミネアポリス (防護巡洋艦)
|          |                                                                           |
| 艦歴     |                                                                           |
| 発注     |                                                                           |
| 起工     | 1891年12月16日                                                            |
| 進水     | 1893年8月12日                                                             |
| 就役     | 1894年12月13日                                                            |
| 退役     | 1921年3月15日                                                             |
| その後   | 1921年8月5日に売却                                                        |
| 除籍     | 1919年9月15日                                                             |
| 性能諸元 |                                                                           |
| 排水量   | 7,375トン                                                                 |
| 全長     | 413 ft                                                                    |
| 全幅     | 52 ft                                                                     |
| 吃水     | 23 ft                                                                     |
| 機関     | 3軸推進、21,000ihp                                                        |
| 最大速   | 21ノット                                                                  |
| 乗員     | 士官、兵員477名                                                           |
| 兵装     | 8インチ砲1門 6インチ砲2門 4インチ砲8門 1ポンド砲4門 14インチ魚雷発射管4門 |

ミネアポリス (USS Minneapolis, C-13/CA-17) は、アメリカ海軍の防護巡洋艦。コロンビア級防護巡洋艦の2番艦。艦名はミネソタ州ミネアポリスに因む。

## 艦歴
ミネアポリスは1891年12月16日にペンシルベニア州フィラデルフィアのウィリアム・クランプ・アンド・サンズで起工した。1893年8月12日にエリザベス・ウォシュバーン（ミネソタ州選出上院議員ウィリアム・D・ウォシュバーンの娘）によって命名、進水し、1894年12月13日に艦長ジョージ・H・ワドレイ大佐の指揮下就役した。
就役後は北大西洋戦隊に配属され、東海岸沿いおよび西インド諸島で訓練巡航を行う。1895年11月27日にヨーロッパ戦隊に配属され、12月13日にジブラルタルに到着した。地中海での巡航後、ミネアポリスはトマス・O・セルフリッジ少将の旗艦となり、5月13日から6月19日までロシアのクロンシュタットを訪れ、ニコライ2世の戴冠式にアメリカ合衆国の代表として参加した。北ヨーロッパの主要港への訪問に続いて、トルコおよびギリシアへ帰還する。ミネアポリスは1897年6月21日にジブラルタルを出航し、7月6日にフィラデルフィアに到着、翌日リーグ島海軍工廠で予備役となる。
米西戦争が勃発するとミネアポリスは北部偵察戦隊に配属され北大西洋沿岸での作戦活動に就く。1898年4月に西インド諸島での偵察任務に急送され、パスクワル・セルベラ提督率いるスペイン艦隊を探索してベネズエラ沿岸まで巡航、フロリダ州キーウェストを経由してサンティアーゴ・デ・クーバに帰還した。
ミネアポリスは1898年8月18日にフィラデルフィアで予備役となり、リーグ島海軍工廠で新兵収容艦として1902年4月23日に保管された。1903年6月2日に退役し、10月5日に再就役した。12月16日から28日までルイジアナ州ニューオーリンズで行われたルイジアナ買収100周年記念祭に参加し、翌年は大半を西インド諸島の巡航に費やした。
ミネアポリスは1905年5月23日にコネチカット州ニューロンドンに到着し、ジョン・ウィンスロップ記念碑の除幕式に参加した。その後給炭艦シーザー (USS Caesar, AC-16) および蒸気船ディキシー (USS Dixie) と共にコルビー・M・チェスター少将率いる特別任務戦隊を形成し、スペインおよびアフリカ沖合での天文、科学調査任務に赴いた。
1905年7月3日にニューヨークを出航し、ジブラルタルには17日到着、8月30日に日食を観察するため天文学者を運んだ。11月10日に地中海を出航し、フランスおよびイギリスを経由して12月23日にハンプトン・ローズに到着した。
1906年4月20日から5月5日までメリーランド州アナポリスに停泊、ジョン・ポール・ジョーンズの遺体再埋葬の記念式典に参加し、その後は士官候補生の訓練巡航、ニューヨーク州およびコネチカット州の海軍民兵の訓練巡航に従事した。1906年11月17日、ミネアポリスはフィラデルフィアで予備役となり、アメリカ合衆国が第一次世界大戦に参戦するまで同地で保管された。
ミネアポリスは1917年7月2日に再就役し、9月15日にフィラデルフィアを出航、ハンプトン・ローズに向かう。ハンプトン・ローズを10月26日に出航し、パナマ運河地帯のコロンに向かい、そこでイギリス軍の輸送艦アラワ (Arawa) 、コーリンシア (Corinthia) と合流した。船団は11月6日にコロンを出航し、ハンプトン・ローズ経由でノバスコシア州ハリファックスに向かった。ミネアポリスはその後も大西洋岸での作戦活動を継続し、1918年2月24日に大西洋横断の船団護衛任務に配属される。続く8ヶ月間で、ニューヨークを出航してイギリス駆逐艦に任務を受け継ぐという航海を4度行う。10月9日に最後の航海としてニューヨークを出航し、シドニー、ノバスコシア州へ向かう船団の護衛を行い、10月19日にニューヨークに帰還した。ミネアポリスはアジアステーションの旗艦任務を命ぜられ、1919年2月7日にカリフォルニア州サンディエゴに到着した。1921年3月15日にメア・アイランド海軍造船所で退役し、8月5日に売却された。ミネアポリスのマストと艦内時鐘は処分を免れ、ミネアポリスのカルフーン湖の北東に保存される。